# Plectiscidea spuria
Plectiscidea spuria är en stekelart som beskrevs av Rossem 1991. Plectiscidea spuria ingår i släktet Plectiscidea och familjen brokparasitsteklar. Inga underarter finns listade i Catalogue of Life.